# 松鶴家祐二
松鶴家 祐二（しょかくや ゆうじ、本名：宮脇 裕司、1951年5月12日 - 2015年7月12日）は、宮崎県北諸県郡出身の漫談家・ラジオパーソナリティー。大阪市立東商業高等学校卒業。オフィスユウジ所属。血液型はB型。

## 来歴
- 1969年、東京漫才の大御所・松鶴家千代若・千代菊に入門。兄弟弟子に松鶴家千とせ、ツービート、東京二・京太などがいる。
- 漫才師「松鶴家祐一・祐二」などを経て、漫談家としてトップホットシアターなどの劇場で活躍した。
- そもそも松鶴家一門は関西が発祥だが（上方歌舞伎の「松鶴屋」が由来）、関西で松鶴家を名乗っているのは祐二だけである。
- 声に特徴があることから、ラジオ番組やラジオCMでも活躍している。
- 長くラジオの演歌番組を担当していた関係で、山川豊や大川栄策など数多くの演歌歌手と親交がある。
- 現在は芸能事務所の経営の傍ら、イベントの司会や講演などを中心に活躍している。
- 趣味は海外旅行（海外30ヶ国）とゲーム（ファミコン）。
- 2015年7月12日、兵庫県神戸市の病院にて肝硬変及び腎不全の為、死去[2]。64歳没。2008年にラジオ番組生出演中に静脈瘤破裂で吐血して倒れ、その後肝機能障害を起こして療養中であった[2]。

## 出演

### ラジオ
- チョイス&チョイス（ラジオ関西）
- 祐二の出前のど自慢（朝日放送ラジオ）[1]
- サントリー出前寄席（ラジオ大阪）[1]
- スマイル フォー ユー（ラジオ大阪）
- 他力本願（ラジオ大阪）
- 土曜の午後はあなた好みの演歌大行進（山口放送）　[1]
- 日清クイズあなたもチャレンジ（山口放送）
- とびだせ！のど自慢（九州朝日放送）
- 祐二のナウ・ナイト・イン赤い靴（大分放送）[1]
- ダイナマイトバーゲン（大分放送）
- ラジオスクランブル（FM FUKUI）

### CF
- カバヤ食品
- ハウス食品
- 嬉野温泉
- 加古川健康ひろば

### CM
- 津村鋼業（角鳩印の丸のこ）
- 東洋物産工業（保護用ヘルメット）
- 平和住宅
- 森長デラックス
- 明治屋産業　酒販部（びっくり酒店）

## 弟子
- 松鶴家一若(鶴屋祐希→松鶴家市若)
- 松原美穂（女優）